# Kermit (banda)
Kermit es un cuarteto de rock instrumental formado en 2011 en Málaga (España) por Gonzalo Presa a las guitarras, la batería, la percusión y las voces, Miguel Seguí a las guitarras, el sintetizador y los samples, Francisco Trujillo al bajo, y Álvaro Parada a la batería, la percusión, el saxo y las voces.
Hasta la fecha ha publicado dos álbumes de estudio, titulados Autoficción (2012) y Litoral (2014), con el sello malagueño Itaca Records.

## Biografía
Kermit se formó en el verano de 2010 e incluye excomponentes de diversas bandas malagueñas como Parcel, White Coffee, Seattle Apples y Satélites. Supieron combinar lo mejor de estas formaciones para crear lo que se llamó "el primer súper grupo de Málaga". 
Gonzalo, Miguel y Francisco comenzaron a componer los temas de lo que sería el primer álbum de Kermit y después se les unió Álvaro a la batería cuando el álbum ya estaba compuesto casi por completo. Álvaro también se sienta tras la batería en Proyecto Parada. Kermit ha publicado dos álbumes: Autoficción en 2012 y Litoral en 2014, ambos editados por Itaca Records.

## Autoficción
Kermit publica su debut discográfico, titulado Autoficción, en noviembre de 2012 con el sello Itaca Records en CD, vinilo y descarga a través de la website del sello y el Bandcamp del netlabel alemán PiN Musik. Se trata de un álbum de 11 temas en el que, en palabras de la propia banda, exprimen “las infinitas posibilidades que pueden ofrecer dos guitarras, un bajo y una batería”.
El álbum se grabó en los estudios Dune 2.0 con el ingeniero de sonido Sergio Cascales, asistido por el guitarrista de la propia banda: Gonzalo Presa. "La música de Kermit bebe de infinidad de influencias, desde Radiohead a Refused o At the Drive-In, pasando por Portishead, Sonic Youth, Mogwai o Pink Floyd, sin olvidar otras expresiones artísticas como la literatura y el cine." "Ya desde el título del disco nos indican que la literatura tiene un peso muy importante en su imaginario y el libreto del CD parece confirmarlo. Los autores sudamericanos (Cortázar, Borges, Bolaño) parecen los que más peso tienen, pero también Kafka, Rimbaud o Valle-Inclán se podrían encontrar fácilmente en las bibliotecas de los miembros del grupo. El cine, la arquitectura y el diseño gráfico son otras de las influencias." De hecho, la portada es el "poema visual de Cesárea Tinajero, poetisa a la que buscan los protagonistas de Los detectives salvajes de Roberto Bolaño a lo largo de toda la novela. Autoficción gira en torno a la idea del viaje y el descubrimiento de nuevos lugares, no necesariamente exteriores."
Como presentación del álbum se extrajo el fragmento correspondiente a la canción “Cocaine” de unas sesiones en directo grabadas por la banda en el malagueño Instituto Politécnico Jesús Marín con la participación de los alumnos de los módulos superiores de Formación Profesional de Sonido e Imagen. Las sesiones íntegras, que incluyen ocho temas extraídos de su primer álbum, se publicaron meses más tarde a través de YouTube con el título de IPJM Sessions.
Tras la presentación de la banda en La Casa Invisible el 14 de abril y de Autoficción en el Teatro Echegaray el 22 de octubre, el lanzamiento del disco fue seguido por una breve gira andaluza en compañía de los madrileños Autumn Comets, así como visitas a Don Benito y Madrid. Durante el verano de 2012 Kermit fueron finalistas del concurso de bandas organizado por Wild Weekend y quedaron terceros en el Málaga Crea en la categoría de pop-rock. En el verano de 2013 formaron parte del cartel de la primera edición del Festival SMS, en el Centro de Arte Contemporáneo de Málaga.

## Litoral
Kermit publica su segundo álbum, titulado Litoral, en abril de 2014. Se trata de un homenaje a la homónima revista, creada por los poetas Manuel Altolaguirre y Emilio Prados en Málaga en 1926, y a la Imprenta Sur. De hecho, es el actual director y diseñador gráfico de la misma (desde 1975), bisnieto del propio Emilio Prados, Lorenzo Saval, quien firma el diseño gráfico e ilustración del álbum, que volvió a ver la luz en CD y en vinilo a través de Itaca Records y en descarga a través de Bandcamp y SoundCloud. Tanto es así que Kermit han expresado su deseo de que el álbum se entienda “como un número más de la revista, pero en versión sonora”, ya que sus siete temas se suceden sin interrupción y van desde “1926”, que abre el disco, hasta “1927”, el tema largo en varias partes con el que se cierra, y cuyos años corresponden a la primera etapa de la revista Litoral, que incluye sus nueve primeros números.
Esta vez el álbum se graba en los estudios Kraken Sound de Gonzalo Presa y Daniel Torres en La Caverna de Amores (Málaga), de los que la banda puede disfrutar a sus anchas durante más de dos semanas para el proceso de grabación y posterior masterización, así como para poder experimentar con todos los nuevos elementos que se añaden en relación con su álbum de debut.
Litoral es un álbum en el que Kermit realizan “un viaje por la psicodelia, el post rock, los pasajes imposibles y la más absorbente aventura. […] traspasando el ámbito musical, mezclando literatura, filosofía y otros ámbitos artísticos […] [en el que] estructuras, más o menos clásicas, sirven de partes centrales para las más hipnóticas. Tramos cercanos al progresivo, trozos de puro jazz”. “Comparándolo con su predecesor, es un disco más centrado en el jazz que en el rock instrumental, aunque sin perder esa esencia de cambios rítmicos y crescendos épicos. Son 45 minutos de música sin cortes, donde se van entrelazando pequeñas joyas que incluyen momentos de psicodelia como en “Samhain” o  piezas más rápidas como la electrónica “Magnitizdat” donde su base rítmica y líneas vocales leídas, se mezclan con un saxofón improvisando desinteresadamente.” “Litoral no puede entenderse sino como un paso más en ese cruce de influencias, quizá iluminadas tanto por Tortoise como por King Crimson, Slint o Radiohead y dispuesto en una forma cinematográfica, sin cortes entre los tracks.”
"Litoral es un paso adelante a muchos niveles, principalmente en lo compositivo ya que piezas como "Samhaim", "Circumpolares" o "Magnitizdat" son una delicia increíble, sobre todo esta última. Sin embargo, también supone un mayor crecimiento en lo creativo, dando más rienda suelta a aquellos elementos que hacían interesante a su debut, pero sin que se les vaya de la mano. Hay post-rock, por supuesto, pero también hay más King Crimson, más jazz, también más electrónica y hasta spoken word."
Litoral vuelve a contener constantes guiños a la literatura. No en vano, en sus 45 minutos de duración resuenan los versos de Allen Ginsberg, George Orwell y Roberto Bolaño, así como de los poetas malagueños Raúl Díaz Rosales y el propio Francisco Trujillo, bajista de la banda.
Al igual que hicieron con su disco de debut, Litoral se presentó con un extracto (el tema titulado “Magnitizdat”) de unas sesiones en directo; en este caso dichas sesiones, en las que se interpretó el álbum al completo, se realizaron en La Caverna de Calle Amores con la colaboración de La Trinchera Audiovisuales. Posteriormente también publicaron los extractos correspondientes al cuarto y tercer tema del álbum: “We-tripantu” y “Circumpolares”.
La presentación en directo fue el 26 de abril en el Auditorio Edgar Neville, en "un viaje melancólico lleno de poesía, luz y belleza", seguida de una gira que les llevó a Algeciras, Cádiz, Sevilla, Jaén, Don Benito, Barcelona (dentro del AMFest) y Madrid. El 9 de octubre presentaron Litoral en el Teatro Echegaray apoyados por las proyecciones de Calde Ramírez (Music Komite).
El número 257 de la propia revista Litoral, un monográfico titulado El árbol, incluye una postal para celebrar el lanzamiento del álbum con texto del poeta malagueño Raúl Díaz Rosales.

## Discografía
- Autoficción (2012, Itaca Records)
- Litoral (2014, Itaca Records)

## Vídeo
- "Cocaine" (2012, YouTube)
- IPJM Sessions (2012, YouTube)
- "Magnitizdat" (2014, YouTube)
- "We-tripantu" (2014, YouTube)
- "Cirumpolares" (2014, YouTube)
- "1926" (2015, YouTube)

- Autoficción en concierto en The Rincón Pío Sound (Don Benito) a través del streaming de Radio RAG (26 de febrero de 2013)
- Litoral en concierto en The Rincón Pío Sound a través del streaming de Radio RAG (17 de mayo de 2014)